# Bonyár Judit
Bonyár Judit (Heves, 1973. február 11.– ) magyar énekes, zeneszerző és zenész, a népzenei és világzenei alapokra építkező Neofolk zenekar egyik alapító tagja és zeneszerzője. Országosan ismertté a Megasztár című tehetségkutató műsor harmadik szériájának fellépőjeként vált 2005-2006-ban, amikor a Meséld el!című szerzeményével a műsor egyik különdíját nyerte el. Ő volt az egyik megalkotója és szereplője a Piaf két arca című, Édith Piaf életpályáját feldolgozó színházi produkciónak.

## Élete
Iskolai tanulmányait szülővárosában a körzeti általános iskolában kezdte. Nyolcévesen iratkozott be a település zeneiskolájába, gordonka szakra, ahol Kis József zenetanár tanítványa lett. Első zenei sikereit még általános iskolásként érte el, legjobb eredménye ebben az időszakban egy megyei versenyen elért második helyezés, illetve a szolnoki országos gordonkaversenyen való részvétel lehetősége volt. Már kisgyerekként elhatározta, hogy énekes akar lenni, és iskolás korában is kitartott azon szándéka mellett, hogy zenei téren kíván továbbtanulni – ebben erősítették a csellós sikerei mellett a népdaléneklő versenyeken elért jó eredményei is. Általános iskola után így a debreceni Kodály Zoltán Zeneművészeti Szakközépiskola diákja lett; érettségi után pedig a pécsi Janus Pannonius Tudományegyetem ének–zene–karvezetés szakát végezte el.

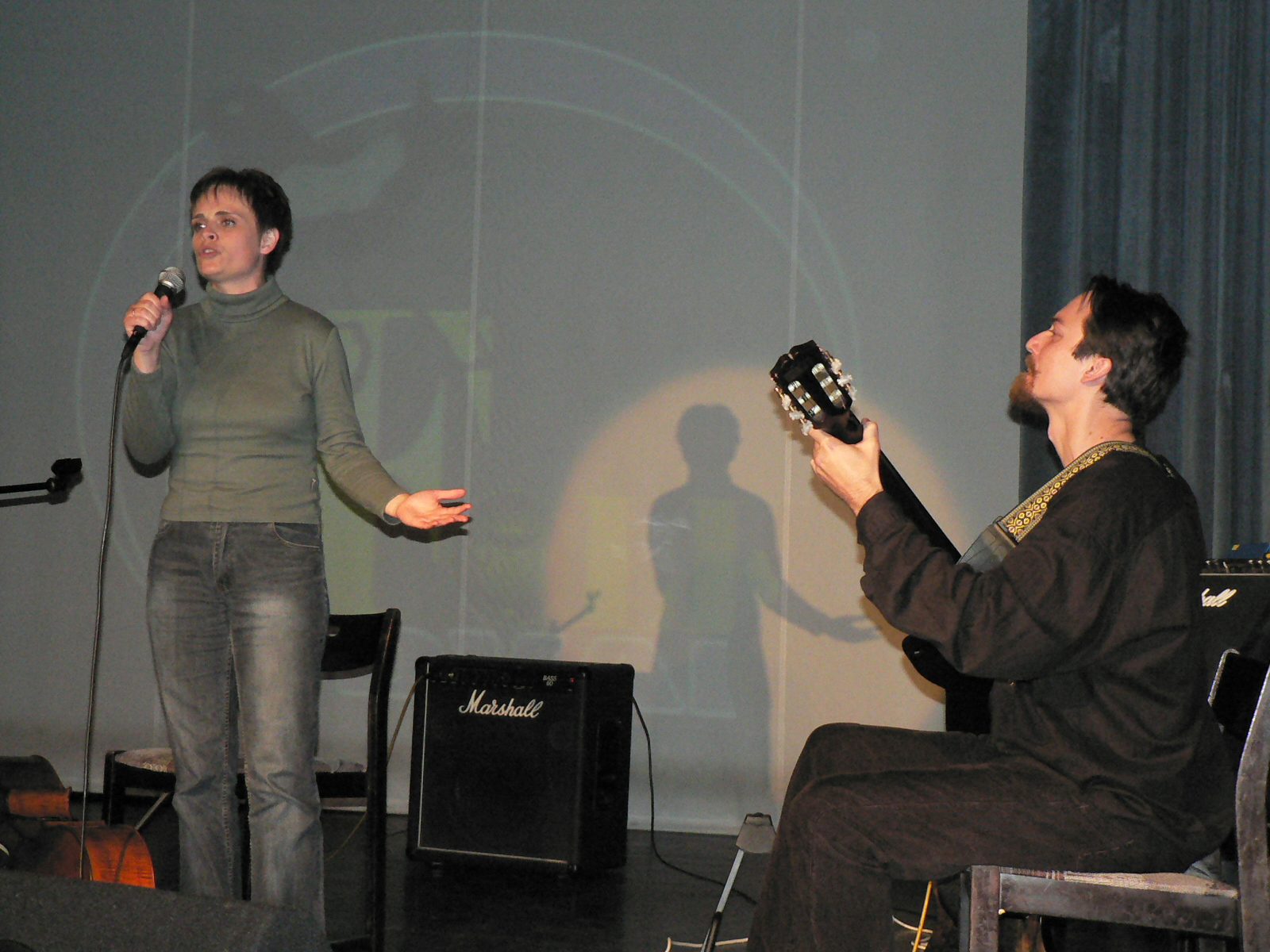
Egy Neofolkos fellépésen férjével és szerzőtársával, Hűvösvölgyi Péterrel

Fiatal felnőtt korában határozta el, hogy letér a komolyzenei pályáról, és a népzene, illetve a könnyebb zenei műfajok határterületein próbál szerencsét. Először, még az 1990-es évek elején a rockos etno-dzsesszt játszó Calliope együttes tagja lett, amely zenekar a rövid, s a zenéjük színvonalához mérten csekély visszhangú pályája alatt két lemezt jelentetett meg. Az együttes feloszlása után Bonyár Judit és a másik alaptag, Hűvösvölgyi Péter (akik akkor már az életben is párt alkottak) új együttes megalapítása mellett döntött, NeoFolk néven. A 2004 őszén létrejött formáció a következő év tavaszán Tóth Zoltán dobossal három, majd Gáspár József fafúvós csatlakozásával négy fősre bővült, a zenekar a legnagyobb sikereit ilyen felállásban érte el.
2005-ben Bonyár Judit részt vett a Megasztár című tehetségkutató műsor harmadik évadában is, a Meséld el! című saját szerzeményével, amelyben az énekét csellójátékával kísérte. A győzelem nem adatott meg neki, de ő nyerte el az évad egyik különdíját. Saját maga így vallott a Megasztárban való indulásának motivációiról:

„A Megasztárban azért indultam, hogy megmutassam, más dimenziói is vannak a hangszeres-énekes játékmódnak. A népzene, a népdalok szeretete, a különböző zenei stílusok fúziója hozta meg számomra azt a szabadságot a muzsikálásban, amit mindig is kerestem. E különleges zenei világra nyitott szíveket, s füleket találtunk külföldi szerepléseink során is. (Essen, Sarajevo, Stuttgart, Róma, Velence, Bécs...).”

2006-ban mutatta be a Piaf két arca című színpadi darabot, amelynek egyik alkotója és a két alakban megjelenő címszereplő egyik megformálója is volt, Bacskó Tünde színművész mellett. A színdarab Édith Piaf életét és pályáját, dalait és személyes küzdelmeit mutatta be, ebben Bonyár Judit számos Piaf-dalt adott elő, eredeti, francia szöveggel; a produkcióban a Neofolk zenészei mellett Borisz Jaksov zongorista működött még közre. Az énekesnőről szóló színdarabbal Magyarország számos színpadán, sőt a svédországi Göteborgban is fellépett; a műsor „melléktermékeként” önálló sanzonestet is összeállított Piaf dalaiból, Padam, padam címmel.
Jelenleg elsősorban zeneszerzőként tevékenykedik, férjével, Hűvösvölgyi Péterrel közösen: saját együttesük mellett színházi előadásokhoz, gyermekműsorokhoz, táncszínházi produkciókhoz szereznek zenét; 2012 óta a Soproni Petőfi Színház tagja. A 2010-es évtized elején elvállalta a Jászszentandrási Kamarakórus vezetését is, amit karitatív feladatként, díjazás nélkül végez.
Első önálló szólólemeze az Énekek Éneke (2017), Ószövetségi szövegek alapján írt etnojazz elemekkel átszőtt világzenei anyag. A szerzeményeket meghatározó ének és többszólamú vokalitás mellett fontos szerepet kap a virtuóz hangszeres játék. A lemezen közreműködő zenészek több műfajban (népzene, dzsessz, komolyzene) járatos, sok zenekarban és színházban  is dolgozó előadók.   

## Magánélete
Két fiúgyermeket nevel, kikapcsolódást elsősorban a kirándulás, a kerékpározás, az úszás és a teniszezés jelenti a számukra.

## Díjak
- A Megasztár harmadik szériájának különdíja – 2006 – egyéni előadóként
- A Kaleidoszkóp Versfesztivál díja – 2007 – a Neofolk együttessel, a Weöres és a népidzsessz c. produkcióért
- A Zene.hu szakmai különdíja – 2007 – a Neofolk együttessel, a Weöres és a népidzsessz c. produkcióért
- A Magyar Állami Népi Együttes és a Hagyományok Háza zeneszerzői verseny fődíja – 2008 – Hűvösvölgyi Péterrel megosztva
- 2017 Legjobb versmegzenésítés –  Magyar Írószövetség és a Magyar Napló Kiadó

## Diszkográfia
- 1997: Calliope zenekar – Incognita, Mc (CrossRoads kiadó)
- 2001: Calliope zenekar – Elvirágzik, Cd (szerzői kiadás)
- 2006: NeoFolk zenekar – Kezdet, Cd (szerzői kiadás)
- 2009: NeoFolk zenekar – Babás szerkövek, Cd (szerzői kiadás)
- 2009 Örömtánc válogatás – Tavasz, tavasz Cd (Dr. Média)
- 2013: Gárdonyi a költő – válogatás Cd (Gryllus kiadó)
- 2015: NeoFolk zenekar – Kövecses Cd (szerzői kiadás)
- 2017: Bonyár Judit – Énekek éneke Cd (szerzői kiadás)
- 2018: Bonyár Judit –   Egy helyben  Cd (szerzői kiadás)

## Külső hivatkozások
- Bonyár Judit, egy különleges zenei világ nyíltszívű képviselője. A Hevesi Hírportál interjúja, 2016. március 29.